# Flors Sirera
Flors Sirera y Fortuny ( Tremp , 25 de abril de 1963 - Ruhengeri (Ruanda) , 18 de enero de 1997) fue una enfermera y cooperante española de Médicos del Mundo asesinada en Ruanda por el Frente Patriótico Ruandés junto a otros dos compañeros, el médico Manuel Madrazo y el fotógrafo Luis Valtueña. Los asesinatos se produjeron cuando se iniciaban los juicios por el Genocidio de Ruanda ocurrido en 1994.

## Trayectoria
Flors Sirera nació en Tremp residía en Las Palmas de Gran Canaria donde trabajaba de enfermera en el "Centro de Salud Escaleritas". Fue seleccionada por Médicos del Mundo para trabajar en Ruanda por su alta cualificación profesional y por su experiencia de cooperación anterior, en 1994 cuando trabajó durante tres años en el campo de refugiados de Mugunga, al este de Zaire.  Se trasladó a la zona de los Grandes Lagos de África en noviembre de 1996 para participar en una acción de emergencia al igual que sus compañeros asesinados Manuel Madrazo y Luis Valtueña. Una vez finalizada la misión, pidió quedarse en la zona para trabajar en un proyecto de asistencia a pequeños hospitales en África, y de manera específica en Ruanda país que se encontraba en una difícil situación política y social, cuando apenas se habían iniciado los juicios por el conocido como Genocidio de Ruanda.  Por otro lado, a principios del 1997 el país aún estaba inmerso en el conflicto congoleño y daba apoyo a las fuerzas de Laurent Kabila.

### Asesinato
Durante la noche del 18 de enero de 1997, recién instalada en su nueva casa en Ruhengeri, en el noroeste de Ruanda junto a la frontera con Zaire y Uganda, Flors Sirera junto con sus otros dos compañeros cooperantes de la ONG Médicos del Mundo, el médico sevillano Manuel Madrazo y el fotógrafo madrileño Luis Valtueña que trabajaba como encargado de administración y logística, murieron tiroteados por un grupo de hombres armados, presumiblemente miembros del Frente Patriótico Ruandés (FPR). En el ataque murieron también un número indeterminado de ruandeses.  Socorro Avedillo, la cuarta persona que integraba el equipo español se salvó por encontrarse en Goma (Zaire).

## Homenajes y reconocimientos
En octubre de 1997 el cantante Dyango editó un nuevo álbum con la colaboración del tenor Jaume Aragall con el tema  "Cuando el amor es tan grande" en homenaje a la cooperante.
En 2003 se crea una organización dedicada a proyectos de solidaridad con sede en Manresa llamada "Casa para la Solidaridad y la Paz Flors Sirera".  Esta organización tiene como finalidad promover la cultura de la paz y es un espacio donde se conjugan los proyectos solidarios de la ciudad.
En 2005 el Ayuntamiento de Tremp decidió poner su nombre a un parque público.
En abril de 2007 Manresa le rindió un homenaje en el que participó el director del Hotel des Mille Collines de Kigali, Paul Rusesabagina, que salvó a miles de ruandeses del genocidio e inspiró la película Hotel Ruanda (2004).
En 2015 el legado dejado por Flors Sirera fue galardonado con el "Premio Santi Vidal" otorgado por la Cruz Roja de Manresa a personas y entidades por su trayectoria en el campo de la solidaridad.
En 2016 el Ayuntamiento de Las Palmas de Gran Canaria le dedica un parque en su honor. Flors trabajó en este municipio en el Centro de Salud de Escaleritas. 

## Premio Internacional de Fotografía Humanitaria Luis Valtueña
Desde 1997 la ONG Médicos del Mundo convoca anualmente el Premio Internacional de Fotografía Humanitaria Luis Valtueña como homenaje a la memoria de Luis Valtueña, Manuel Madrazo, Flors Sirera y Mercedes Navarro, cooperantes de Médicos del Mundo asesinados en Ruanda en 1997 y en Bosnia en 1995 cuando trabajaban en proyectos de ayuda humanitaria.